# Karen Leeder

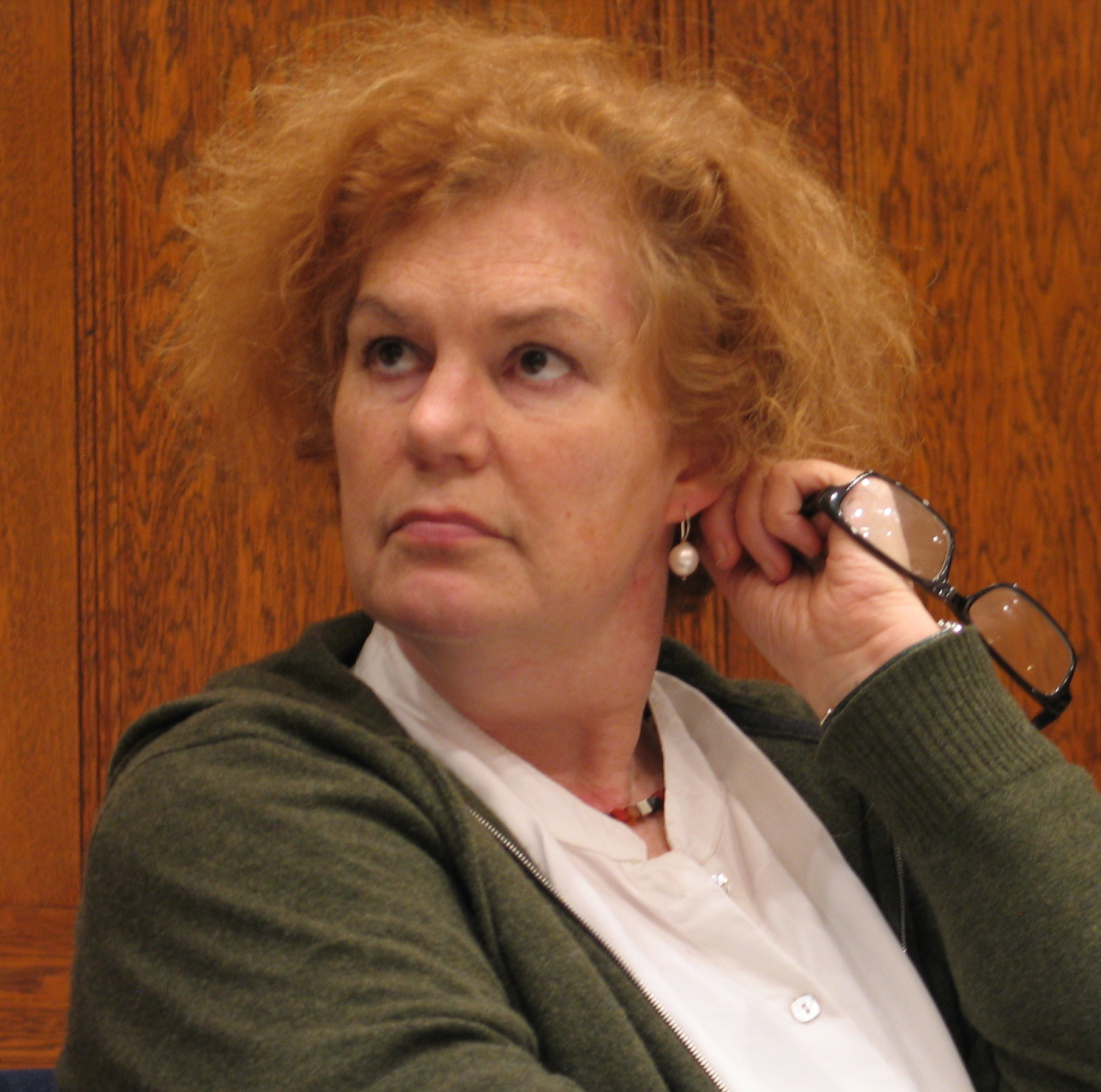
Karen Leeder (2020)

Karen Leeder (* 13. Dezember 1962) ist eine britische Germanistin, Autorin und Übersetzerin. Sie ist Professorin für Neuere Deutsche Literatur an der University of Oxford und hatte von 2016 bis 2017 die wissenschaftliche Leitung des geistes- und gesellschaftswissenschaftlichen Referats inne.

## Leben
Karen Leeder wurde in Derbyshire geboren und lebte in Rugby, wo sie die Rugby High School und später Rugby School besuchte. Sie studierte Germanistik sowohl am Magdalen College (Universität Oxford) als auch an der Universität Hamburg. Von 1990 bis 1993 lehrte sie am Emmanuel College (Universität Cambridge), bevor sie 1993 einen Fellowship (Dozentenstelle) am New College (Universität Oxford) übernahm. Ab 2008 hatte sie den Lehrstuhl für Neuere Deutsche Literatur inne. Zu ihren Interessen zählen neben Geistern und Engeln insbesondere die deutsche Nachkriegsliteratur, die Literatur der DDR, deutsche Lyrik in Übersetzung, Brecht und Rilke. Mit letzteren setzte sie sich in mehreren ihrer Publikationen auseinander. Ihre Übersetzungen der Werke von Volker Braun, Evelyn Schlag, Durs Grünbein und Ulrike Almut Sandig gewannen mehrfach Preise. Zusammen mit Christopher Young und Michael Eskin ist sie Redakteurin der de-Gruyter-Reihe „Companions to Contemporary German Culture“ (dt. Wegbegleiter der deutschen Gegenwartskultur). Ihre Website „Mediating Modern Poetry“ dokumentiert einige ihrer jüngsten Aktivitäten.
2017 wurde Leeder Fellow der Royal Society of Arts, 2020 Mitglied der Academia Europaea.
Karen Leeder ist mit dem Philosophen und Journalisten Peter Thompson verheiratet. Das Ehepaar hat eine Tochter, Rosa Marriott Leeder.

## Veröffentlichungen
- Rereading East Germany: The Literature and Film of the GDR. CUP, Cambridge 2016.
- Figuring Lateness in Modern German Culture. Special edition of New German Critique, 42.1, 125, 2015.
- Gemeinsam mit Michael Eskin, Christopher Young, Durs Grünbein: A Companion. De Gruyter, Berlin/New York 2013.
- Gemeinsam mit Laura Bradley: Brecht and the GDR: Politics, Culture, Posterity. (= Edinburgh German Yearbook, Vol. 5). Camden House, Rochester NY 2011.
- Gemeinsam mit Robert Vilain: Nach Duino: Studien zu Rainer Maria Rilkes späten Gedichten. Wallstein, Göttingen 2009.
- Gemeinsam mit Robert Vilain: The Cambridge Companion to Rilke.  CUP, Cambridge 2009.
- From Stasiland to Ostalgie. The GDR Twenty Years After. (= A special edition of Oxford German Studies, 38.3). Oxford 2009.
- Flaschenpost: German Poetry and the Long Twentieth Century. (= Special Edition of German Life and Letters, GLL, LX, No. 3). 2007.
- Schaltstelle: Neue deutsche Lyrik im Dialog. (= German Monitor 69). Rodopi, Amsterdam/Atlanta 2007.
- Gemeinsam mit Erdmut Wizisla: O Chicago! O Widerspruch!: Einhundert Gedichte auf Brecht. Transit, Berlin 2006.
- Gemeinsam mit Tom Kuhn: Empedocles’ Shoe: Essays on Brecht's poetry. Methuen, London 2002.
- Gemeinsam mit Tom Kuhn: The Young Brecht. Libris, London 1992.
- Breaking Boundaries: A New Generation of Poets in the GDR. OUP, 1996.

## Übersetzungen
- Ulrike Almut Sandig: I am a field of rapeseed give cover to deer and shine like thirteen oil paintings laid one on top o the other. Seagull Books, Calcutta/New York/London 2020.
- Michael Krüger: Postscript. Sheep Meadow, New York 2019.
- Gerd Ludwig, Evelyn Schlag: I Love Africa. Festival La Gacilly-Baden Photo 2018, die Arbeiten der Artists in Residence Evelyn Schlag und Gerd Ludwig. Edition Lammerhuber, Baden 2019.
- Michael Krüger: The God behind the Window. Übersetzt zusammen mit Peter Thompson. Seagull Books, London/New York 2019.
- Ulrike Almut Sandig: Grimm. Hurst Street Press, Oxford 2018.
- Raoul Schrott: The Sex of the Angel: The Saints in their Heaven. A Breviary. Seagull Books, London/New York 2018.
- Evelyn Schlag: All Under One Roof. Carcanet, Manchester 2018.
- Ulrike Almut Sandig: Thick of it. Seagull Book, Calcutta/London/New York 2018.
- Michael Krüger: Last Day of the Year: Selected Poems. Sheep Meadow, New York, London 2014.
- Volker Braun: Rubble Flora: Selected Poems. Übersetzt zusammen mit David Constantine. Seagull Books, Calcutta/London/New York 2014.
- Wilhelm Schmid: High on Low: Harnessing the Power of Unhappiness. Upper West Side Philosophers Press, New York 2014.
- Hans Magnus Enzensberger: Fatal Numbers: Why count on Chance? Upper West Side Philosophers Press, New York 2011.
- Evelyn Schlag: Selected Poems. Carcanet Press, Manchester 2004.
- Raoul Schrott: The Desert of Lop. Macmillan Picador, London 2004.
- Michael Krüger: Scenes from the Life of a Best-selling Author. Harvill press, London 2002.

## Preise und Stipendien
- 2000: Literarisches Colloquium Berlin summer school scholarship
- 2002: One month Writer in Residence LCB
- 2005: Schlegel-Tieck Prize für Evelyn Schlag Selected Poems
- 2013: Times Stephen Spender Prize für Durs Grünbein Childhood in the Diorama
- 2014: Deutscher Übersetzerfonds
- 2014: Robert Bosch Stiftung/Goethe Institut: ‘Frühling der Barbaren. Deutschsprachige Literatur aktuell’ March 2914 (Berlin, Leipzig)
- 2014–2015: Knowledge Exchange Fellow, University of Oxford/Southbank Centre, London
- 2015: Translation of High on Low (Upper West Side philosophers’ Inc., 2014)
- 2015: Independent Publisher Book Award for Self Help
- 2015: Generation Indie Book Award for Self Help
- 2015: Gold Medal and Winner of Living Now Book Award for Personal Growth[5]
- 2016: English PEN Translation pitch für Ulrike Almut Sandig Thick of it[6]
- 2016 American PEN PEN/Heim Translation award für Ulrike Almut Sandig Thick of it[7]
- 2017: The John Frederick Nims Memorial Prize für Durs Grünbein The Doctrine of Photography
- 2021: Schlegel-Tieck Prize für Durs Grünbein Porcelain: Poem on the Downfall of My City